# Diana Barrymore
Diana Barrymore (New York, 3 marzo 1921 – New York, 25 gennaio 1960) è stata un'attrice statunitense.

## Biografia
Nata con il nome di Diana Blanche Barrymore Blythe, figlia dell'attore John Barrymore e della sua seconda moglie, la poetessa Blanche Oelrichs, studiò all'American Academy of Dramatic Arts.
Attrice inizialmente solo teatrale, nel 1939 ottenne una copertina sulla rivista Life, e nel 1942 firmò un contratto per la Universal Studios.
Si sposò tre volte:
- Bramwell Fletcher (1942-1946)
- John Howard (gennaio 1947-luglio 1947)
- Robert Wilcox (1950-1955)

Dopo un'esistenza breve e tumultuosa, morì di overdose il 25 gennaio 1960, senza lasciare figli. Alla sua vita, e a quella del padre John Barrymore, si ispirò il melodramma Furia d'amare (1958), nel quale l'attrice - che collaborò anche alla sceneggiatura - venne interpretata da Dorothy Malone. Alla sua figura, si ispira in parte il personaggio di Georgia Lorrison interpretato da Lana Turner ne Il bruto e la bella (1952) di Vincente Minnelli.
È sepolta nel Woodlawn Cemetery, a New York.

## Filmografia
- Fulminati (Manpower), regia di Raoul Walsh (1941) - non accreditata
- Eagle Squadron, regia di Arthur Lubin (1942)
- Frutto acerbo (Between Us Girls), regia di Henry Koster (1942)
- Incubo (Nightmare), regia di Tim Whelan (1942)
- I rinnegati della frontiera (Frontier Badmen), regia di Ford Beebe (1943)
- Fired Wife, regia di Charles Lamont (1943)
- Cinque maniere di amare (Ladies Courageous), regia di John Rawlins (1944)
- Il pilota del Mississippi (The Adventures of Mark Twain), regia di Irving Rapper (1944) - non accreditata
- Due ore ancora (D.O.A.), regia di Rudolph Maté (1950) - non accreditata
- Luci sull'asfalto (The Mob), regia di Robert Parrish (1951) - non accreditata